# Classe B (sous-marin britannique)
Pour les autres classes de navires du même nom, voir Classe B.
La classe B est une classe de 11 sous-marins de la Royal Navy construite sur les chantiers Vickers à Barrow-in-Furness entre 1904 et 1906.

## Conception et description

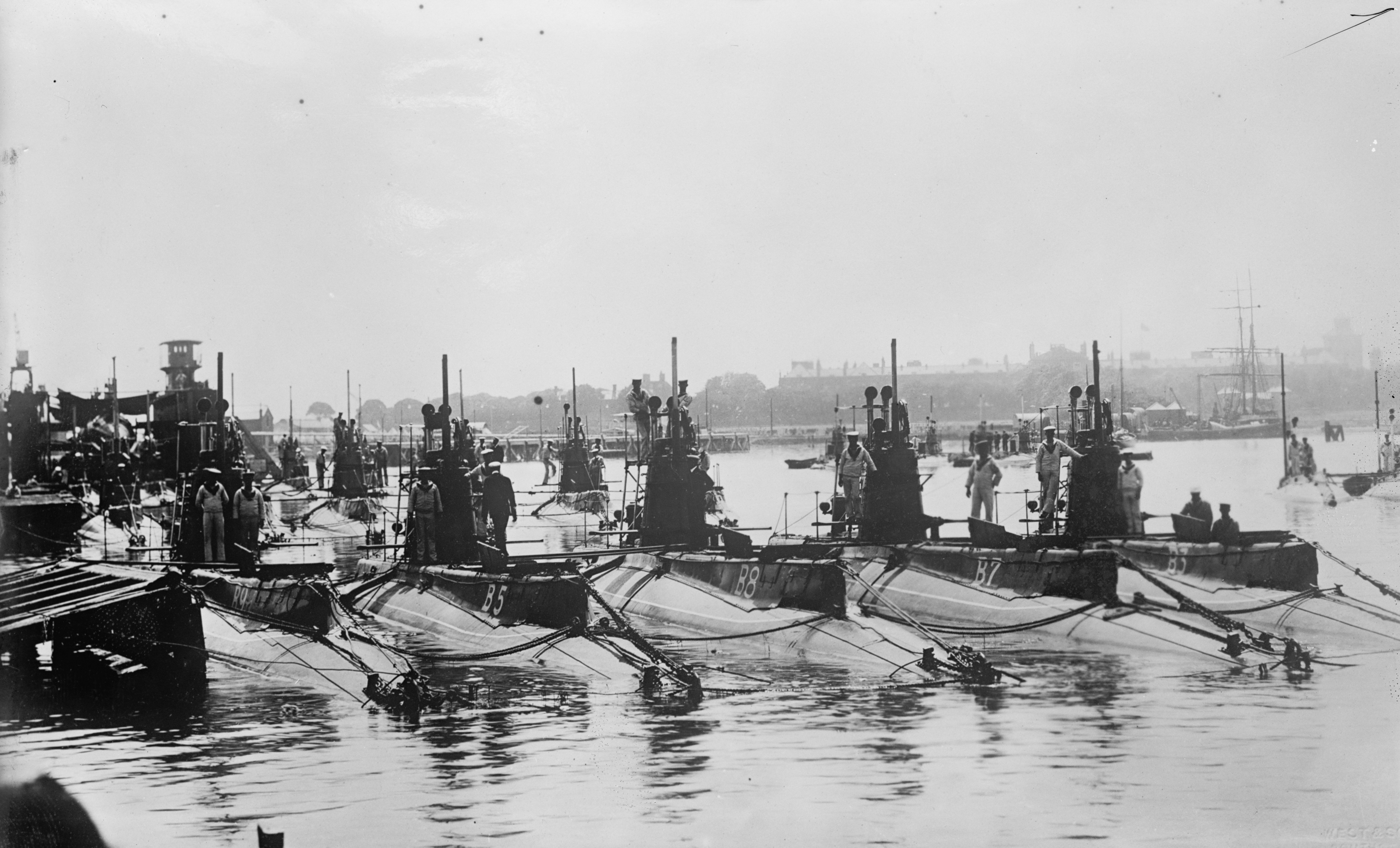
quelques Classe B

Les sous-marins de la classe B étaient de conception similaire à la précédente classe A et étaient destinés à la défense côtière. Les sous-marins étaient équipés d'un moteur à essence pour la propulsion de surface et de batteries pour la propulsion sous-marine. La conception était destinée à surmonter les limitations de vitesse, d'endurance et de tenue en mer qui affectaient les sous-marins de la classe A, et les sous-marins étaient sensiblement plus grands que la classe précédente. Les sous-marins de la classe B avaient une longueur totale de 43,3 m. Ils avaient une largeur de 3,8 m et un tirant d'eau de 3,4 m. Ils déplaçaient 292 t en surface et 321 t en immersion. Les sous-marins étaient plus longs de 12,2 m, légèrement plus larges, et déplaçaient plus de 122 t de plus que les sous-marins de la classe précédente. Leur taille supplémentaire augmentait leur flottabilité et les rendait beaucoup moins susceptibles de plonger inopinément sous la surface par mauvais temps. L'ajout d'un revêtement de pont au-dessus de la coque a également amélioré leur capacité à tenir la mer.
Les ailerons de plongée n'étaient initialement installés qu'à l'arrière, mais des ailerons supplémentaires ont été montés sur le kiosque pendant la construction des B1, B2 et B3 ; le B4 n'en était pas équipé et il n'est pas certain que les autres sous-marins les aient reçus pendant la construction. Ils ont permis d'améliorer considérablement les capacités d'avoir une meilleure assiette en plongée, de maintien en profondeur, de remontée à la surface et de plongée des bateaux par rapport aux bateaux de la classe A. Ils furent ensuite échangés contre des ailerons de proue ; le dernier sous-marin à les recevoir fut le B6, qui n'obtint les siens qu'en janvier 1916. Les sous-marins de classe B n'avaient pas de cloisons internes et exposaient l'équipage aux gaz d'échappement du moteur à essence. Des souris étaient utilisées pour détecter toute concentration de monoxyde de carbone à l'intérieur de la coque. Une ventilation était prévue pour les batteries, mais aucune pour la zone de vie de l'équipage. Aucun logement n'était prévu pour l'équipage et celui-ci était obligé d'improviser en mer. Compte tenu de ce problème, l'endurance de l'équipage ne devait être que de quatre jours en été et de trois jours en hiver.
Les coques des sous-marins ont été testées à une profondeur nominale de 30,5 m en remplissant la coque d'eau et en la soumettant à une pression de 241 kPa, mais la profondeur opérationnelle maximale a été considérée comme étant de 15,2 m. Néanmoins, plusieurs sous-marins ont plongé en toute sécurité à 29 m pendant la Première Guerre mondiale. Il fallait environ trois minutes pour plonger en raison de la forme du sous-marin et du fait qu'il pouvait plonger de manière incontrôlée si l'eau était pompée trop rapidement dans les ballasts. L'endurance en immersion était officiellement considérée comme étant de 10 heures, mais plusieurs sous-marins ont été immergés pendant 16 heures pendant la guerre.

### Propulsion
Les sous-marins de classe B étaient équipés d'un seul moteur à essence 16 cylindres d'une puissance nominale de 600 chevaux (450 kW) et d'une seule hélice. Ce moteur a été développé par Vickers à partir du moteur Wolseley de 450 chevaux (340 kW) utilisé dans la classe A. Submergé, le sous-marin utilisait un moteur électrique alimenté par 159 éléments de batterie à une tension de fonctionnement de seulement 100 volts. À l'origine, cela ne durait que trois heures et 45 minutes à pleine vitesse, mais ce temps a été continuellement augmenté au cours de la carrière des sous-marins à mesure que des batteries plus puissantes étaient installées.
En surface, le moteur à essence donnait une vitesse de pointe de 12 nœuds (22 km/h), tandis que la vitesse maximale en immersion était de 6,5 nœuds (12 km/h). Cette vitesse était à peu près la même en surface que celle des anciens sous-marins, mais les sous-marins de classe B étaient environ 1 nœud (1,9 km/h) plus lents sous l'eau. Ils transportaient un maximum de 15,5 tonnes d'essence, ce qui leur donnait une autonomie de 740 milles nautiques (1 370 km) à une vitesse de 8,7 nœuds (16,1 km/h).

### Armement
Les sous-marins de classe B étaient armés d'une paire de tube lance-torpilles de 457 mm côte à côte à l'avant et légèrement inclinés vers le bas. Un espace était prévu pour une paire de torpilles de rechargement, mais l'ajout d'équipement supplémentaire au fil des ans signifiait qu'elles ne pouvaient être transportés que si un poids équivalent de carburant était retiré. Au début de la Première Guerre mondiale, les sous-marins pouvaient transporter la torpille Mark VIII de 457 mm qui avait deux réglages de vitesse et de portée. À 35 nœuds (65 km/h), la torpille avait une portée de 2 500 mètres, mais une portée de 4 000 mètres à 29 nœuds (54 km/h). Elle avait une ogive composée de 150 kg de TNT.

## Les sous-marins de classe B
Chaque sous-marin a été construit par Vickers dans son chantier naval de Barrow-in-Furness. Le B1 a été commandé à l'origine comme A14 dans le cadre du programme naval de 1903-04, mais il a été annulé et commandé à nouveau comme premier sous-marin de la nouvelle classe. Les 10 autres sous-marins ont été commandés dans le cadre du programme 1904-05.
| Sous-marin | Lancé            | Mis en service  | Destin                                                                          |
| ---------- | ---------------- | --------------- | ------------------------------------------------------------------------------- |
| B1         | 25 octobre 1904  | 16 avril 1905   | Vendu pour la ferraille le 25 août 1921                                         |
| B2         | 19 août 1905     | 9 décembre 1906 | Coulé après une collision avec le SS Amerika le 10 avril 1911                   |
| B3         | 31 octobre 1905  | 19 janvier 1906 | Vendu pour la ferraille le 20 décembre 1919                                     |
| B4         | 14 novembre 1905 | 28 janvier 1906 | Vendu pour la ferraille le 1er avril 1919                                       |
| B5         | 14 novembre 1905 | 25 février 1906 | Vendu pour la ferraille le 25 août 1921                                         |
| B6         | 30 novembre 1905 | 3 mars 1906     | Vendu pour la ferraille en 1919                                                 |
| B7         | 30 novembre 1905 | 27 mars 1906    | Vendu pour la ferraille le 31 octobre 1919                                      |
| B8         | 23 janvier 1906  | 10 avril 1906   | Vendu pour la ferraille en 1919                                                 |
| B9         | 26 janvier 1906  | 28 avril 1906   | Vendu pour la ferraille en 1919                                                 |
| B10        | 28 mars 1906     | 31 mai 1906     | Coulé le 9 août 1916 par avion ; plus tard, renfloué et Vendu pour la ferraille |
| B11        | 24 février 1906  | 11 juillet 1906 | Vendu pour la ferraille en 1919                                                 |

## Service
Au milieu de l'année 1912, la plupart des sous-marins de classe B ont été transférés en mer Méditerranée. Les B6, B7 et B8 furent envoyés à Gibraltar tandis que les B9, B10 et B11 s'embarquèrent pour Malte. Les B1, B2, B3, B4 et B5 restèrent au Royaume-Uni, ces quatre derniers étant affectés à la 3e flottille de sous-marins. Lors des exercices d'octobre 1912 au large de Douvres avec les 6e et 7e flottilles de torpilleurs, le B2 est éperonné au milieu du navire par le paquebot allemand SS Amerika le 4 octobre 1912. Coupé presque en deux, il coula presque immédiatement et un seul homme fut sauvé par le sous-marin C16.

### Première Guerre mondiale

#### Eaux intérieures
Au début de la Première Guerre mondiale, les B3, B4 et B5 se trouvaient à Douvres et étaient déployés sur une ligne entre Calais et les Goodwin Sands pour protéger le passage du Corps expéditionnaire britannique (BEF) en France. Chaque sous-marin partait de Douvres avant l'aube pour être amarré à la bouée marquant son cantonnement à l'aube, l'idée étant qu'il puisse se détacher de la bouée lorsqu'il apercevait un navire ennemi et manœuvrer pour attaquer. La preuve que cette tactique n'était pas bonne a été faite lorsque le B3 a évité de justesse une torpille d'un sous-marin allemand le matin du 2 octobre. Néanmoins, le plan a réussi et le BEF a traversé vers la France sans perte.
Le B1 est resté à Portsmouth pour des tâches de défense locale et d'entraînement jusqu'en 1916 avant d'être désarmé. Les B3 et B4 furent transférés à Ardrossan à la fin de 1915 pour remplacer deux sous-marins de classe A encore plus obsolètes dans le Firth of Clyde pour des tâches de défense locale. Le B3 a été transféré à Leith au milieu de l'année 1916 où il a été équipé d'un système expérimental d'hydrophone directionnel monté sur la coque, puis envoyé à Rosyth en 1917 où il a été utilisé comme cible pour former les forces anti-sous-marines ou pour des travaux expérimentaux pour le reste de la guerre. Le B4 a été désarmé avant la fin de 1916. Le B5 s'est installé à Portsmouth en 1915 où il a lui aussi été désarmé avant la fin de 1916,.

#### Eaux de la Méditerranée

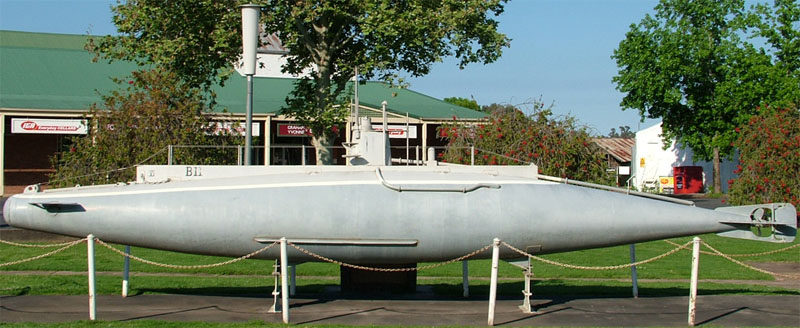
Une maquette du B11 à Holbrook, Nouvelle-Galles du Sud, Australie

Les trois sous-marins basés à Malte ont été envoyés dans les Dardanelles à la mi-septembre 1914 pour empêcher une sortie du croiseur allemand SMS Goeben et du croiseur léger SMS Breslau en Méditerranée orientale. Ces sous-marins ont patrouillé de l'aube au crépuscule à l'entrée des Dardanelles, rejoints par quatre sous-marins français qui sont arrivés plus tard. Ni les sous-marins britanniques ni les sous-marins français n'avaient suffisamment de puissance de batteries ou de vitesse sous-marine pour combattre les courants du sud dans les Dardanelles et atteindre la mer de Marmara, mais le B11 fut sélectionné pour une sortie qui tenterait de pénétrer jusqu'à la ville de Çanakkale, à mi-chemin des Dardanelles, parce qu'il disposait des batteries les plus récentes, et donc les plus puissantes. Des gardes spéciaux furent installés au-dessus des ailerons de plongée avant pour s'assurer que les câbles d'amarrage des mines ne s'y emmêleraient pas et ne seraient pas traînés jusqu'au sous-marin.
Le 13 décembre 1914, le B11, commandée par le lieutenant Norman Douglas Holbrook, entre dans les Dardanelles au petit matin. Peu après le départ, une des gardes s'est brisée et a commencé à frapper contre la coque, faisant beaucoup de bruit et de vibrations. Le lieutenant Holbrook ordonna de faire remonter le sous-marin à la surface pour tenter de détacher la garde, alors que le sous-marin était en pleine vue des canons turcs qui défendaient l'entrée. Ils réussirent avant que l'aube ne révèle leur présence aux Turcs et remontèrent les Dardanelles à une profondeur de 80 pieds (24,4 m) pour éviter les champs de mines turcs. Deux heures et demie plus tard, le B11 est arrivé à immersion périscopique et Holbrook a repéré le vieux Mesudiye turc en fer. Il a tiré une torpille qui a frappé le navire, celui-ci s'est immobilisé par la poupe puis a chaviré. Avant de couler, le Mesudiye a repéré le B11 et a tiré sur son périscope qui a révélé sa position aux batteries côtières. En essayant de quitter la zone, le B11 s'est brièvement échoué, brisant la surface, mais a pu s'en sortir. La boussole du B11 s'embue et empêche le sous-marin de naviguer en profondeur. Holbrook doit alors diriger le sous-marin en immersion périscopique, ce qui signifie qu'il doit traverser les champs de mines, et ne peut pas passer en dessous. Néanmoins, le sous-marin revint à bon port. Holbrook reçut la Victoria Cross, son premier lieutenant, la Distinguished Service Order (Ordre du service distingué) et chaque homme d'équipage la Distinguished Service Medal (Médaille du service distingué).
Les B6 et B8 sont arrivés de Gibraltar à la mi-février 1915, tout comme le B7 un mois plus tard. D'autres sous-marins plus modernes ont suivi, et plusieurs tentatives ont été faites pour atteindre la mer de Marmara. Le sous-marin britannique E15 s'est échoué en avril lors de l'une de ces tentatives et a dû être abandonné. Le B6 a été envoyé pour le détruire à l'aide de torpilles afin d'empêcher les Turcs de le récupérer. Une des torpilles a touché une barge à côté et l'autre torpille a manqué son coup. Après avoir manqué de carburant, il a dérivé le long des Dardanelles et a été récupéré par le destroyer Scorpion qui l'a ramené vers le sous-marin B6. Le B11 tenta à nouveau sa chance le lendemain, mais fut contrarié par le brouillard.
Les sous-marins de classe B ont été jugés superflus une fois que des sous-marins plus performants sont arrivés au début de 1915 et la plupart sont retournés à Malte. Les B6 et B11, cependant, ont été envoyés à Alexandrie où ils ont effectué des patrouilles le long de la côte libyenne pour empêcher les livraisons d'armes aux tribus rebelles. Lors d'un incident survenu le 16 août 1915, un groupe d'Arabes et d'officiers en uniforme européen ont été aperçus portant un drapeau de trêve. Les deux sous-marins ont jeté l'ancre et le lieutenant Holbrook a été ramené à terre pour leur parler. Ils ont ouvert le feu, tuant un homme et en blessant trois autres, dont Holbrook. Les sous-marins furent rapidement retirés de cette mission, car ils étaient totalement inaptes à cette tâche, manquant totalement d'armement de pont.

#### Eaux de l'Adriatique
En septembre 1915, après la déclaration de guerre italienne aux puissances centrales, le transfert des sous-marins de classe B vers l'Adriatique est suggéré par l'Amirauté. À l'origine, ils devaient être basés à Brindisi, mais cette proposition a été modifiée pour Venise, car il y avait déjà 14 sous-marins britanniques et français basés à Brindisi. Les B4, B7 et B9 furent les premiers à arriver, mais le B4 entra en collision en cours de route avec le remorqueur italien qui les escortait et dut s'amarrer immédiatement à son arrivée. Le B9 a effectué la première patrouille le 18 octobre et un total de 81 patrouilles ont été effectuées par les sous-marins de classe B avant qu'ils ne cessent en octobre 1916. Les sous-marins n'accomplirent rien de notable directement, mais ils remplirent leur objectif ultime, qui était d'empêcher les Austro-Hongrois d'attaquer la côte italienne.
Le 11 novembre, le B11, désormais commandé par le lieutenant Gravener, a rencontré un hydravion austro-hongrois qui avait été forcé d'atterrir à cause d'un problème de moteur. Le B11 a tenté d'engager l'hydravion avec la seule mitrailleuse Maxim qu'il avait à bord, mais celle-ci s'est enrayée presque immédiatement et Gravener a tenté d'éperonner l'appareil. Les Autrichiens parvinrent cependant à redémarrer leur moteur et s'envolèrent, évitant facilement la tentative d'éperonnage de Gravener. Le 17 janvier, le B11 rencontra un autre hydravion avec des problèmes de moteur. Cette fois, les Autrichiens ne parviennent pas à réparer leur moteur et sont capturés. Le 29 mars, le B9 fut repéré par un hydravion autrichien et fut finalement forcé de plonger après que les deux camps aient échoué à s'endommager mutuellement par des tirs de mitrailleuses. Trois mois plus tard, le B7 a échappé de justesse à la base navale autrichienne de Pola lorsqu'il a été endommagé par un autre hydravion qui a bloqué ses ailerons de plongée dans la position "difficile à remonter", ce qui signifie qu'il ne pouvait pas plonger tant qu'ils n'étaient pas réparés. Les deux B8 et B11 ont été manqués par des torpilles tirées par des sous-marins autrichiens au début de 1916. Lors d'une patrouille, les dents du mécanisme de direction du B11 ont été arrachées, ce qui a rendu le gouvernail desserré et le sous-marin non manœuvrable. Des palans de secours ont été installés, malgré la mer forte, mais ils se sont séparés sous la tension au bout de 15 minutes. Lentement, le sous-marin commence à dériver vers la côte ennemie, mais une brise de nord-ouest se lève avant l'aube et la mer se calme, ce qui lui permet de faire environ 3 nœuds (5,6 km/h) en faisant marche arrière. À ce moment-là, il était en retard et les Italiens ont commencé à le rechercher. Il a été remorqué jusqu'à Venise par un destroyer italien qui l'a retrouvé vers le milieu de la matinée.
Le B10 est devenu le premier sous-marin coulé par une attaque aérienne lorsqu'il a été coulé à son amarrage à Venise le 9 août 1916 après avoir failli être touché lors d'un raid aérien autrichien. La bombe a fait un trou d'environ 1,8 m de diamètre dans sa coque étanche. Il a été renfloué, mais un incendie l'a ravagé alors qu'il était en réparation et il a été vendu à la casse.
Les sous-marins de classe B avaient atteint les limites de leur utilité et les survivants ont été repliés à Malte le 30 octobre où ils ont été désarmés en attendant qu'une décision soit prise sur leur sort. En août 1917, les sous-marins ont été convertis à Malte en patrouilleurs de surface avec une timonerie surélevée, dotés d'un canon de 76 mm de 5,4 kg et rebaptisés S6 à S9, et S11. Ils ont été affectés à patrouiller sur le Barrage d'Otrante, mais leur âge et leur petite taille ont joué contre eux et ils ont rapidement été désarmés à Malte où ils ont été vendus après la guerre.